# San José, Tizimín
San José är en ort i Mexiko.   Den ligger i kommunen Tizimín och delstaten Yucatán, i den östra delen av landet, 1 200 km öster om huvudstaden Mexico City. San José ligger 17 meter över havet och antalet invånare är 127.
Terrängen runt San José är mycket platt. Runt San José är det glesbefolkat, med 16 invånare per kvadratkilometer. Närmaste större samhälle är Kantunilkin, 19,6 km öster om San José. Trakten runt San José består till största delen av jordbruksmark.